# Mszana (stacja kolejowa)
Mszana (ukr: Станція Мшана) – stacja kolejowa w Mszanie, w obwodzie lwowskim, na Ukrainie. Jest częścią Kolei Lwowskiej. 
Znajduje się na linii Lwów – Przemyśl, między stacjami Rudno (11 km) i Zatoka (8 km).

## Historia
Stacja została otwarta w 1951 roku.
Linia kolejowa Lwów-Mościska II została zelektryfikowana w 1972.
Na stacji zatrzymują się wyłącznie pociągi podmiejskie.